# KYOTO Cross Media Experience
KYOTO Cross Media Experience（通称：KYOTO CMEX、きょうとシーメックス）とは、毎年設定された会期内に京都府京都市などで行われる映画・映像、ゲーム、マンガ・アニメなどコンテンツにまつわる一連のイベントやセミナーを指す。コ・フェスタのオフィシャルイベントとして2009年から実施されている。京都ヒストリカ国際映画祭、京都国際マンガ・アニメフェア、BitSummitなど。